# Hipismo nos Jogos Pan-Americanos de 2015 - CCE individual
A competição do CCE individual foi um dos eventos do hipismo nos Jogos Pan-Americanos de 2015 em Totronto. Foi disputada no Parque Equestre Pan-Americano OLG (etapa de adestramento e saltos) e Centro Pan-Americano de Cross-Country (cross-country) entre 17 e 19 de julho. 

## Calendário
Horário local (UTC-4).
| Data        | Horário | Fase          |
| ----------- | ------- | ------------- |
| 17 de julho | 9:00    | Adestramento  |
| 18 de julho | 11:00   | Cross Country |
| 19 de julho | 13:00   | Salto         |

## Medalhistas
| Ouro   | USA Marilyn Little (Rf Scandalous)  |
| Prata  | CAN Jessica Phoenix (Pavarotti)     |
| Bronze | BRA Ruy Fonseca (Tom Bombadill Too) |

## Resultados
| Pos.              | Ginete                   | Nacionalidade      | Cavalo                  | Adestramento | Adestramento | Cross Country | Cross Country | Salto  | Salto | Total  |
| Pos.              | Ginete                   | Nacionalidade      | Cavalo                  | Pontos       | Pos.         | Pontos        | Pos.          | Pontos | Pos.  | Total  |
| ----------------- | ------------------------ | ------------------ | ----------------------- | ------------ | ------------ | ------------- | ------------- | ------ | ----- | ------ |
| Medalha de ouro   | Marilyn Little           | USA Estados Unidos | Rf Scandalous           | 40.30        | 3            | 0.00          | 1             | 0.00   | 1     | 40.30  |
| Medalha de prata  | Jessica Phoenix          | CAN Canadá         | Pavarotti               | 42.10        | 4            | 0.00          | 1             | 0.00   | 1     | 42.10  |
| Medalha de bronze | Ruy Fonseca              | BRA Brasil         | Tom Bombadill Too       | 38.90        | 1            | 0.00          | 1             | 4.00   | 19    | 42.90  |
| 4                 | Boyd Martin              | USA Estados Unidos | Pancho Villa            | 44.30        | 5            | 0.00          | 1             | 0.00   | 1     | 44.30  |
| 5                 | Carlos Lobos             | CHI Chile          | Ranco                   | 45.30        | 6            | 0.00          | 1             | 0.00   | 1     | 45.30  |
| 6                 | Carlos Parro             | BRA Brasil         | Caulcourt Landline      | 45.60        | 7            | 0.00          | 1             | 0.00   | 1     | 45.60  |
| 7                 | Lauren Kieffer           | USA Estados Unidos | Meadowbrook's Scarlett  | 48.40        | 8            | 0.00          | 1             | 0.00   | 1     | 48.40  |
| 8                 | Colleen Loach            | CAN Canadá         | Qorry Blue D'Argouges   | 51.80        | 10           | 0.00          | 1             | 0.00   | 1     | 51.80  |
| 9                 | Márcio Jorge             | BRA Brasil         | Lissy Mac Wayer         | 52.20        | 11           | 0.00          | 1             | 0.00   | 1     | 52.20  |
| 10                | Phillip Dutton           | USA Estados Unidos | Fernhill Fugitive       | 48.40        | 8            | 0.00          | 1             | 4.00   | 19    | 52.40  |
| 11                | Henrique Plombon         | BRA Brasil         | Land Quenotte           | 55.40        | 17           | 0.00          | 1             | 0.00   | 1     | 55.40  |
| 12                | Daniela Moguel           | MEX México         | Cecelia                 | 53.70        | 15           | 0.00          | 1             | 4.00   | 19    | 57.70  |
| 13                | Nicolas Wettstein        | ECU Equador        | Onzieme Framoni         | 60.50        | 22           | 0.00          | 1             | 0.00   | 1     | 60.50  |
| 14                | Carlos Narvaez           | ECU Equador        | Que Loco                | 56.80        | 19           | 0.00          | 1             | 4.00   | 19    | 60.80  |
| 15                | Ronald Zabala-Goetschel  | ECU Equador        | Master Boy              | 52.80        | 12           | 0.00          | 1             | 12.00  | 29    | 64.80  |
| 16                | Elena Ceballo            | VEN Venezuela      | Nounours du Moulin      | 65.20        | 34           | 0.00          | 1             | 0.00   | 1     | 65.20  |
| 17                | Waylon Roberts           | CAN Canadá         | Bill Owen               | 65.10        | 33           | 0.00          | 1             | 4.00   | 19    | 69.10  |
| 18                | Lauren Billys            | PUR Porto Rico     | Castle Larchfield Purdy | 57.50        | 20           | 0.80          | 19            | 19.00  | 30    | 77.30  |
| 19                | Sergio Iturriaga         | CHI Chile          | Versalles               | 60.70        | 23           | 10.40         | 20            | 8.00   | 25    | 79.10  |
| 20                | Luciano Claudio Brunello | ARG Argentina      | Erevan                  | 65.30        | 35           | 16.00         | 22            | 4.00   | 19    | 85.30  |
| 21                | Francisco Calvelo        | URU Uruguai        | Noir de la Muralla      | 86.80        | 42           | 0.00          | 1             | 0.00   | 1     | 86.80  |
| 22                | José Mercado             | MEX México         | Romana                  | 61.10        | 25           | 26.40         | 24            | 0.00   | 1     | 87.50  |
| 23                | Guillermo de Campo       | MEX México         | Quelite                 | 59.30        | 21           | 28.80         | 26            | 0.00   | 1     | 88.10  |
| 24                | Sofia Baussan Augspuer   | ESA El Salvador    | Durango                 | 61.60        | 26           | 12.40         | 21            | 19.00  | 30    | 93.00  |
| 25                | Santiago Medina Negrete  | COL Colômbia       | Ritmical Ejc            | 70.10        | 39           | 29.60         | 27            | 0.00   | 1     | 99.70  |
| 26                | Edison Quintana          | URU Uruguai        | Svr Capoeira II         | 64.10        | 32           | 39.20         | 28            | 0.00   | 1     | 103.30 |
| 27                | Juan Francisco Gallo     | ARG Argentina      | Remonta Nunhil          | 70.50        | 40           | 27.60         | 25            | 8.00   | 25    | 106.10 |
| 28                | Jhonatan Rodríguez       | COL Colômbia       | Nilo                    | 63.50        | 30           | 24.00         | 23            | 23.00  | 32    | 110.50 |
| 29                | Rodrigo Abella Lemme     | URU Uruguai        | Svr Arbitro             | 63.90        | 31           | 44.00         | 29            | 9.00   | 27    | 116.90 |
| 30                | Juan Carlos Tafur        | COL Colômbia       | Quinto                  | 61.60        | 26           | 57.60         | 31            | 0.00   | 1     | 119.20 |
| 31                | Guillermo Garín          | CHI Chile          | Ubago                   | 65.70        | 36           | 46.40         | 30            | 9.00   | 27    | 121.10 |
| 32                | Sarka Kolackova          | GUA Guatemala      | Sir Royal               | 52.90        | 13           | 88.80         | 32            | 0.00   | 1     | 141.70 |
| 33                | Marcelo Rawson           | ARG Argentina      | Larthago                | 56.40        | 18           | EL            | 33            | 99.99  | 33    | EL     |
| 33                | José Luis Ortelli        | ARG Argentina      | Jos Cassius             | 54.30        | 16           | EL            | 33            | 99.99  | 33    | EL     |
| 33                | Kathryn Robinson         | CAN Canadá         | Let It Bee              | 38.90        | 2            | EL            | 33            | 99.99  | 33    | EL     |
| 33                | Carlos Villarroel        | CHI Chile          | Paradigma               | 68.30        | 38           | EL            | 33            | 99.99  | 33    | EL     |
| 33                | Anne Brieke              | COL Colômbia       | Picaron                 | 61.00        | 24           | EL            | 33            | 99.99  | 33    | EL     |
| 33                | Jose Romano Hijo         | ESA El Salvador    | Bucefalo                | 67.40        | 37           | EL            | 33            | 99.99  | 33    | EL     |
| 33                | Tiziana Billy Prem       | GUA Guatemala      | Luccio                  | 72.30        | 41           | EL            | 33            | 99.99  | 33    | EL     |
| 33                | Stefanie Brand Leu       | GUA Guatemala      | Claudius                | 53.00        | 14           | EL            | 33            | 99.99  | 33    | EL     |
| 33                | Alvaro Lozada Rivero     | VEN Venezuela      | Urileva                 | 62.30        | 28           | EL            | 33            | 99.99  | 33    | EL     |
| 33                | Juan Larrazabal Simon    | VEN Venezuela      | Atlanta                 | 63.10        | 29           | EL            | 33            | 99.99  | 33    | EL     |
| 43 !              | Alvaro Del Valle         | GUA Guatemala      | Nahual                  | WD           | 43           | 99.99         | 34            | 99.99  | 33    | WD     |